# اشرف عامری
میرزا اشرف عامری شیرازی همچنین مشهور به مشرب عامری (؟ - ۱۷۶۶م) شاعر فارسی‌زبان عرب‌تبار ایرانی در سدهٔ دوازدهم هجری/هجدهم میلادی و صاحب منصب در پادشاهی افشاری بود.

## زندگی و شاعری
اشرف عامری در سالی نامعلوم در شیراز در خانواده‌ای عرب‌تبار عامری زاده شد. فنون شعری را در زادگاهش از میرعلی مشتاق اصفهانی فراگرفت. در فن سیاق برجسته بود، دیوانش حدود دو هزار و پانصد بیت است. همچنین تاریخی در چهار جلد نگاشته که از میان رفته‌است.

او در زمان نادر شاه در خدمت دولت بود، «ولی بر اثر اشتباهی مورد خشم واقع شد و نادر به چشم راستش میل کشید و میرزا اشرف از شغلش استعفا کرد و تا پایان عمر در شیراز به گوشهٔ فقر و درویشی نشست و در به روی آشنا و بیگانه بست.»

عامری در سال ۱۱۸۰ق/ ۱۷۶۶م در شیراز درگذشت و در بقعهٔ شاهچراغ دفن شد؛ ماده‌تاریخ آن از نظمی تبریزی:
| لاجرم در این گذرگاه جهان      |  | هست چون اندوه شادی را زوال    |
| گر جهان در شادیت کوشد مخند    |  | ور فلک دلت نوشد منال          |
| نیک، یابد، عمر از کف رفته را  |  | هیچ نتوان گفت جز: خواب و خیال |
| چون شد آن مشرب که در خوش‌مشربی |  | کس نبود از همگنان او را همال؟ |
| فاضلی نیکودل و نیکوسیر        |  | شاعری فرخ‌رخ و فرخنده‌فال       |
| نکته‌پردازی که در دوران خود    |  | کلک او آراست معنی را جمال     |
| بود نظمش در نکویی چون گهر     |  | بود شعرش در روانی چون زلال    |
| سال وی جستم ز نظمی با دو طرز  |  | آنچه نیکو داند ارباب کمال     |
| گفت در فوتش ز هجرت رفته بود:  |  | یکهزار و یکصد و هشتاد سال     |